# مجموعة الجيوش واو
مجموعة الجيوش وأو (بالألمانية: Heeresgruppe F)‏ كان تشكيل قيادة إستراتيجية للفيرماخت خلال الحرب العالمية الثانية. خدم قائد مجموعة الجيوش واو أيضًا باسم Oberbefehlshaber (OB South East).
أنشئ في 12 أغسطس 1943، في بايرويت (WK XIII)، وكان يتمركز في المقام الأول في البلقان. كان قائدها من أغسطس 1943 ماكسيميليان فون فايخس الذي تمت ترقيته إلى رتبة جنرال فيلد مارشال في 1 فبراير 1943، مع الجنرال هيرمان فويرتش في منصب رئيس الأركان.  كانت مشاركته الأساسية في القتال هي الدفاع ضد غزو الحلفاء المحتمل، وفي قتال الجماعات البارتيزان المحلية التي كانت تكتسب القوة. في أواخر عام 1944، أشرفت على الانسحاب الألماني من اليونان ومعظم يوغوسلافيا في أعقاب هجوم بودابست.
تضمنت مجموعة الجيوش في معظم الحرب جيش بانزر الثاني في يوغوسلافيا وألبانيا، ومجموعة الجيوش إي في اليونان.

## القادة
| Name | Took office           | Left office                                            | Party          | Party         |                 |
| ---- | --------------------- | ------------------------------------------------------ | -------------- | ------------- | --------------- |
| 1    | ماكسيميليان فون فايخس | Generalfeldmarschall ماكسيميليان فون فايخس (1881–1954) | 26 August 1943 | 25 March 1945 | 1 سنة و211 أيام |